# Porotheleaceae
Porotheleaceae Murrill – rodzina grzybów z rzędu pieczarkowców (Agaricales).

## Systematyka
Pozycja w klasyfikacji według Index Fungorum: Porotheleaceae, Agaricales, Agaricomycetidae, Agaricomycetes, Agaricomycotina, Basidiomycota, Fungi.
Według CABI databases bazującego na Dictionary of the Fungi do rodziny Porothelaceae należą rodzaje:
- Chrysomycena Vizzini, Picillo, Perrone & Dovana 2019
- Hydropodia Vizzini & Consiglio 2022
- Phloeomana Redhead 2013
- Porotheleum Fr. 1818 – porownik
- Pseudohydropus Vizzini & Consiglio 2022
- Pulverulina Matheny & K.W. Hughes 2020

Polskie nazwy na podstawie pracy Władysława Wojewody z 2003 r.